# Zschernichen
Zschernichen ist ein Ortsteil von Langenleuba-Niederhain im Landkreis Altenburger Land in Thüringen.

## Lage
Zschernichen liegt südlich des Leinawaldes an der Landesstraße 1357 mit Anschluss an die Bundesstraße 180 etwas westlicher. Der Ortsteil befindet sich westlich von der Kerngemeinde in einer ländlichen Umgebung.

## Geschichte
Am 1. November 1291 wurde das Dorf erstmals urkundlich erwähnt. Im Dorf wurde die Oberförsterei des Leinawaldes eingerichtet. Der im 19. Jahrhundert als herzoglicher Forst genutzte Wald wurde in ein Netz aus 100 Quadranten von je 333 m Seitenlänge aufgeteilt. Die etwa 4 Kilometer lange Basislinie wurde nach dem Bezugspunkt im Nachbarort Klausa als „Klausa-Linie“ eingemessen.
Der Ort gehörte zum wettinischen Amt Altenburg, welches ab dem 16. Jahrhundert aufgrund mehrerer Teilungen im Lauf seines Bestehens unter der Hoheit folgender Ernestinischer Herzogtümer stand: Herzogtum Sachsen (1554 bis 1572), Herzogtum Sachsen-Weimar (1572 bis 1603), Herzogtum Sachsen-Altenburg (1603 bis 1672), Herzogtum Sachsen-Gotha-Altenburg (1672 bis 1826). Bei der Neuordnung der Ernestinischen Herzogtümer im Jahr 1826 kam der Ort wiederum zum Herzogtum Sachsen-Altenburg. Nach der Verwaltungsreform im Herzogtum gehörte er bezüglich der Verwaltung zum Ostkreis (bis 1900) bzw. zum Landratsamt Altenburg (ab 1900). Zschernichen gehörte ab 1918 zum Freistaat Sachsen-Altenburg, der 1920 im Land Thüringen aufging. 1922 kam es zum Landkreis Altenburg.
Das Dorf gehörte ab 1923 zur Gemeinde Lohma-Zschernichen, welche am 1. Juli 1950 nach Lohma an der Leina eingemeindet wurde und am 1. Januar 1973 der Gemeinde Langenleuba-Niederhain beitrat. Bei der zweiten Kreisreform in der DDR wurden 1952 die bestehenden Länder aufgelöst und die Landkreise neu zugeschnitten. Somit kam der Ort mit dem Kreis Altenburg an den Bezirk Leipzig, der seit 1990 als Landkreis Altenburg zu Thüringen gehörte und 1994 im Landkreis Altenburger Land aufging.
90 Einwohner lebten im Jahr 2012 in dem Ort.